# Чемерница (Босна и Херцеговина)
Чемерница је планина која улази у састав Динарског планинског система, а која се налази на подручју општина Кнежево, Мркоњић Град и Бања Лука, Република Српска, БиХ. Налази се источно од планине Мањаче, а окружују је ријеке Врбас и Угар. Највиши врх Чемернице Голи Вис се налази на висини од 1.339 метара надморске висине. У њеном подножју налазе се мјеста Котор Варош, Кнежево, Агино Село, Бочац и др, док је простор планине ненасељен.
Чемерницу одликује крашки терен са доломитским и кречњачким стијенама и велико богатство живог свијета. У сјеверном и средњем дијелу налази се неколико извора: Видово врело, Вучја локва и Нова вода. Јужни дио је углавном безводан. Чемерница је претежно обрасла бјелогоричном шумом (граб, јасен, буква и др). Сјевероисточне стране покривене су пашњацима, који се љети користе за испашу стоке.

## Галерија
- Поглед са врха Чемернице
- Кањон Врбаса у подножју планине